# Felimida luteorosea
Il cromodoride a pois gialli (Felimida luteorosea (Rapp, 1827)) è un mollusco nudibranchio della famiglia Chromodorididae.

## Descrizione
Corpo di colore rosa-violaceo, caratterizzato da pois gialli, spesso contornati in bianco, bordi del mantello bianco-gialli. Rinofori scuri, da rosso a viola a marrone molto scuro, ciuffo branchiale dello stesso colore ma traslucido con piccoli puntini bianchi. Fino a 6 centimetri, normalmente di 2-3 centimetri.

## Biologia
Si nutre di spugne, in particolare di Aplysilla rosea e Spongionella pulchella.

## Habitat e distribuzione
Raro, si rinviene nel mar Mediterraneo occidentale, su fondali rocciosi caratterizzati da coralligeno, da 5 a 60 metri di profondità.